# Obdobje Nara
Obdobje Nara (奈良時代 Nara džidai) je obdobje v japonski zgodovini med leti 710 in 794. Cesarica Genmei je leta 710 vzpostavila prestolnico pri Heidžo-kjoju (današnja Nara). Razen v petletnem obdobju med leti 740 in 745, ko so prestolnico spet začasno premaknili, je ostala glavno mesto japonske civilizacije do leta 784, ko ga je cesar Kanmu prestavil v Nakaoka-kjo, desetletje kasneje, leta 794, pa v Heian-kjo v današnjem Kjotu. Prestolnica pri Nari je bila zgrajena po modelu Čangana, prestolnice kitajske dinastije Tang. Na mnoge druge načine so višji sloji sledili trendom s Kitajske. Uporabljali so kitajske pismenke, oblačili so se po njihovi modi in sprejeli budizem.
Japonska družba v tem času je bila večinoma  kmetijsko naravnana, zgoščena v vaseh. Večina vaščanov je sledila veri, ki je častila naravne in predniške duhove, imenovane kami.